# Петренко Микола Гнатович
Микола Гнатович Петренко (нар. 26 березня 1949) — український компартійний діяч, діяч профспілкового руху, 2-й секретар Чернігівського обкому КПУ.

## Біографія
Освіта вища. У 1971 році закінчив Житомирський сільськогосподарський інститут, вчений агроном.
Член КПРС з 1974 року.
Закінчив Вищу партійну школу при ЦК КПУ. Перебував на партійній роботі.
На 1981—1989 роки — 1-й секретар Бахмацького районного комітету КПУ Чернігівської області.
У 1989—1991 роках — секретар Чернігівського обласного комітету КПУ з питань сільського господарства.
У 1991 — серпні 1991 року — 2-й секретар Чернігівського обласного комітету КПУ.
У 2002—2006 роках — заступник голови Чернігівської обласної ради.
До 2016 року працював головою Чернігівської обласної організації профспілки працівників державних установ.

## Нагороди
- ордени
- медалі
- Почесна грамота Федерації Профспілок України (2016)